# Lorenzo Asensio de Otaduy y Avendaño
Lorenzo Asensio de Otaduy y Avendaño (Oñati, Guipúscoa, abans de 1539-Àvila, Castella, 4 de desembre de 1611), conegut simplement també com Lorenzo de Otaduy, va ser un religiós basc. Prelat pietós, va ser conegut com a «Pare dels pobres», a més de ser un ferm defensor de l'escolàstica i de la doctrina i saber de sant Tomàs d'Aquino. Va ser bisbe de Lugo (1591-1598) i d'Àvila (1598-1611), ciutats a les quals feu algunes fundacions de caràcter religiós.

## Biografia
Natural de la vila d'Oñati, els seus pares van ser Juan de Otaduy i Miqueleina de Avendaño. Es desconeix la data exacta en què va néixer perquè les partides de bateig de l'església parroquial només en conserva des de 1539, en tot cas va néixer abans d'aquest any, a diferència dels seus germans, ben documentats a inicis de la dècada de 1540. Va estudiar a la Universitat d'Alcalà, on va ser literari i col·legial. En tot cas, sempre va demostrar fer grans progressos en l'àmbit de les lletres. En tot cas, al llarg de la seva vida sempre va ser generós tant amb les poblacions d'Oñati i Alcalà: a la primera hi va ampliar els estudis universitaris i hi va fundar una casa i col·legi jesuïtes; a la segona va ampliar-li les rendes de l'escola general i l'església magistral.
Home savi i addicte a la doctrina escolàstica de Tomàs d'Aquino, senti un gran respecte per ell i molts dels seus escrits versaven sobre la doctrina tomista. En aquest sentit el 26 de maig de 1576 va entrar al Col·legi Major de Sant Ildefonso de la universitat alcalaïna i va esdevenir catedràtic de Scoto, més tard de Prima de Teologia i canonge col·legial de San Justo.

### Bisbe de Lugo
L'11 de març de 1591 se li va atorgar la prebenda de canonge magistral a la catedral de Conca, però en va gaudir poc perquè el rei Felip II de Castella el va presentar com a bisbe de Lugo el 30 de juny d'aquell mateix any i confirmat per Roma el 4 de novembre. Va ser consagrat a Conca el 16 de febrer de 1592 i el dia 20 d'aquell mes va prendre possessió en nom seu el comte de Lemos.
Durant el seu pontificat, en què la ciutat es va veure marcada preparant-se per a un possible atac enemic a causa de les guerres amb anglesos, holandesos i francesos, amb la participació del clergat de la ciutat, Otaduy va intentar mantenir bones relacions amb el capítol catedralici, raó per la qual es van celebrar diverses concòrdies entre el bisbe i els representats capitulars on es tractaren temes relacionats amb el nomenaments de càrrecs com els arxiprestes, la pertinença d'alguns beneficis, entre altres aspectes. A més, també va fer dotacions per a la millora de la catedral i va manar erigir un seminari conciliar, dedicat a sant Llorenç, per devoció del bisbe al sant del seu nom.

### Bisbe d'Àvila
El 1598 va ser presentat per a la seu d'Àvila, a la qual va començar el seu mandat l'any següent. Durant el seu mandat va succeir l'expulsió dels moriscos per part de Felip III de Castella, quelcom que va afectar Àvila en l'àmbit polític i econòmic, que havia estat una ciutat tolerant en termes legislatius municipals. Pel que fa a les seves actuacions, va recuperar per a la dignitat episcopal la jurisdicció de Burgohondo i de vuit pobles més que havien estat regits des de feia molts anys per l'abat de la col·legiat de canonges regulars de San Agustín: va fer cessar aquesta pràctica segons el que havia establert el Concili de Trento pocs anys abans. D'acord amb les disposicions tridentines, el 1608 va arreglar els estudis, vida i costums dels seminaristes conciliars de San Millán, obra que havia començat el seu antecessor, Juan Velázquez de las Cuevas. També va prohibir que l'abat dels canonges regulars de San Norberto d'Àvila actués amb una autoritat gairebé episcopal, va dur a terme millores a la catedral i a la basílica de San Vicente, i va donar l'antiga església de San Segundo de Adaja amb les cases contigües i una pensió de 500 ducats als frares carmelites descalços, que volien fundar un convent masculí en honor de la pàtria de Teresa de Jesús.
Va morir a Àvila el 4 de desembre de 1611. Va ser sebollit a la capella major de la catedral d'Àvila.